# Санном, Эмили
Эмили Кирстин Вальборг Санном (дат. Emilie Kirstine Valborg Sannom, 29 сентября 1886, Копенгаген — 30 августа 1931, Грено) — датская актриса немого кино и воздушный акробат. Бросившись в замковый ров в фильме Nordisk Film «Гамлет» (1911), она стала первой каскадёршей в датском кино. Она продолжала играть в многочисленных фильмах, иногда в качестве ведущей актрисы, самостоятельно выполняя опасные трюки. Санном ушла из кино в 1923 году, но продолжала выступать на сцене, в цирках или совершать рискованные прыжки с парашютом. В 1931 году на авиашоу в Грено около 8000 зрителей увидели, как она разбилась насмерть, когда её парашют не раскрылся.

## Биография

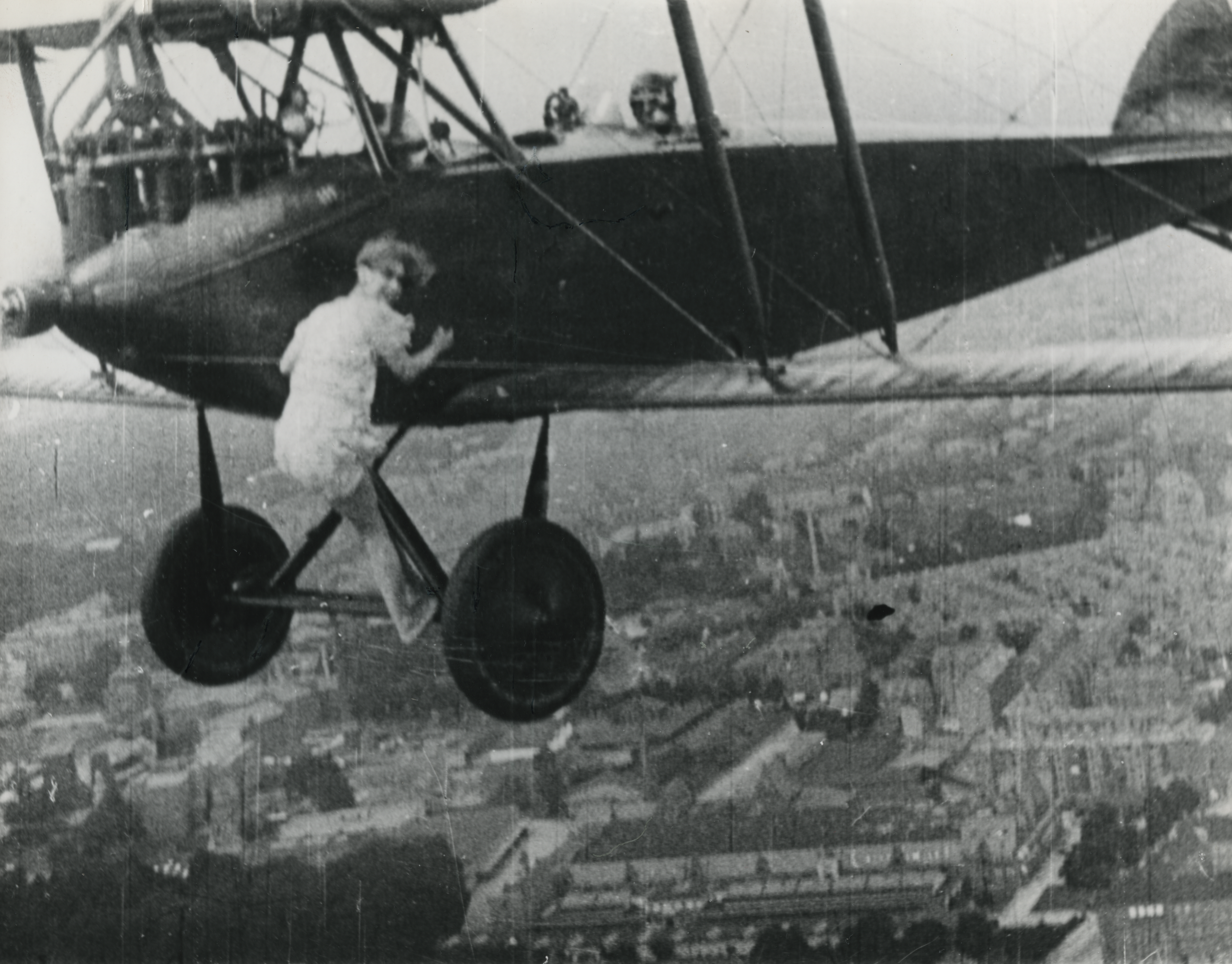
Эмили в каскадёрском эпизоде (ок. 1925)

Эмили Кирстин Вальборг Санном родилась 29 сентября 1886 года в Копенгагене и была дочерью моряка Фрица Эмиля Софуса Саннома (1854—1935) и Йоханны Камиллы Хансен (1861—1936). Когда ей было 11 месяцев, семья переехала во Флориду. Они надеялись разбогатеть там, но вернулись в Данию семь лет спустя после неудачного управления плантацией апельсинов. Она и её сёстры Шарлотта (1884—1954), Тора (1893—1954) и Рагнхильд (1896—1953) стали актрисами, очевидно, с раннего возраста.
После появления на сцене и, возможно, сыграв второстепенные роли в более ранних фильмах, в 1909 году она выступила в Gøngehøvdingen (Партизанский вождь) Биорамы. В следующем году она сыграла второстепенную роль вместе с Астой Нильсен в «Бездне» Косморамы, а также появилась с ней в 1911 году в балете Нордиска «Balletdanserinden» («Танцор балета»). В «Гамлете» Нордиска она сыграла Офелию. Она бросилась в ров замка, став первой киноактрисой Дании, выступившей в роли каскадёрши.
Всего она снялась примерно в 85 фильмах, пока не ушла из кино в 1922 году. Её последним фильмом был итальянский La fanciulla dell’aria («Хозяйка неба») режиссёра Альфреда Линда, в котором она, одетая только в купальник, выполняет смелые трюки на летящем самолёте.
Санном страстно любила летать. Она начала брать уроки в 1918 году, но так и не стала пилотом. Она выступала в шоу по всей Дании, исполняя номера воздушной акробатики. Одним из её трюков был прыжок из самолёта с раскрытием парашюта в последнюю минуту. На одном из таких шоу в Грено 30 августа 1931 года парашют не раскрылся, и она разбилась насмерть. Она похоронена на кладбище Ассистенс в Копенгагене. У неё осталась дочь Грета, родившаяся 14 апреля 1912 года.